# کیش مهر
کیش مهر نام آلبومی است با صدای شهرام ناظری. در این اثر آهنگسازی و سرپرستی گروه نوازندگان را محمدجلیل عندلیبی بر عهده داشته است.

## توضیح اثر
آلبوم کیش مهر در حقیقت مجموعه‌ای است از تصنیف‌هایی که در «دستگاه‌های» گوناگون اجرا شده‌اند.

### تصنیف‌ها
- به جهان خرم از آنم: در مایهٔ بیات ترک شعر از سعدی
- کیش مهر: در مایهٔ شوشتری، شعر از علامه طباطبایی
- دل می‌رود ز دستم: دستگاه همایون، شعر از حافظ
- لقای دلدار: دستگاه نوا، شعر از شیخ بهایی
- تصنیف کاروان: دستگاه نوا، شعر از سعدی
- آواز نوا: دوبیتی بابا طاهر
- تصنیف بی تو بسر نمی‌شود: در مایهٔ افشاری، شعر از مولانا

### نوازندگان
- هم نوازان:
  - کمانچه: داود گنجه‌ای
  - نی: جمشید عندلیبی
  - سه‌تار: بهنام وادانی
  - تار: منصور سینکی
  - عود: محمد فیروزی
  - تنبک: محمود فرهمند
  - دف: فرشید عندلیبی
  - سنتور: جلیل عندلیبی
- تکنوازی کمانچه: داود گنجه‌ای

بخشی از شعر این اثر:
| همی گویم و گفته‌ام بارها      |  | بود کیش من مهر دلدارها  |
| پرستش به مستی است در کیش مهر |  | برونند زین جرگه هشیارها |
| کشیدند در کوی دلدادگان       |  | میان دل و کام دیوارها   |
| چه فرهادها مرده در کوه ها    |  | چه حلاج‌ها رفته بر دارها |